# Győrújbarát
Győrújbarát är en ort i Ungern.   Den ligger i provinsen Győr-Moson-Sopron, i den västra delen av landet, 100 km väster om huvudstaden Budapest. Győrújbarát ligger 124 meter över havet och antalet invånare är 4 603.
Terrängen runt Győrújbarát är huvudsakligen platt, men söderut är den kuperad. Runt Győrújbarát är det ganska tätbefolkat, med 80 invånare per kvadratkilometer. Närmaste större samhälle är Győr, 8,6 km norr om Győrújbarát. Omgivningarna runt Győrújbarát är en mosaik av jordbruksmark och naturlig växtlighet.